# Plácido Sánchez de Bustamante
Plácido Sánchez de Bustamante (San Miguel de Tucumán, Provincia de Tucumán, 5 de octubre de 1814 - San Salvador de Jujuy, Provincia de Jujuy, 6 de octubre de 1886) fue un destacado político argentino, gobernador y capitán general de la provincia de Jujuy, miembro de la legislatura provincial y legislador nacional en numerosas oportunidades.

## Biografía
Plácido Sánchez de Bustamante fue hijo del jurisconsulto y político Teodoro Sánchez de Bustamante, líder patriota y miembro del Congreso de Tucumán que declaró la Independencia Argentina, y de Felipa del Portal Frías. Cursó sus primeros estudios en el colegio lancasteriano dirigido por Carlos María Deluce en 1828.
En 1831 emigró con su padre a Santa Cruz de la Sierra. Estudió derecho en Charcas pero sin poder continuarlos por motivos de salud, regresando al país llamado por el gobernador Roque Alvarado en 1854, quien lo nombró secretario. 
Ocupó la primera magistratura de la provincia del 7 de febrero de 1855 al 3 de febrero de 1857, de acuerdo al decreto legislativo que establecía la terminación de su mandato. Su ministro general fue el doctor José Benito de la Bárcena.
Durante su gobierno se convocó el 3 de marzo de 1855 a la Convención Constituyente que sancionó la nueva Constitución de la provincia el 9 de julio de ese año, siendo aprobada por el Congreso de la Nación Argentina el 8 de enero de 1856.
Durante su administración, Macedonio Graz introdujo la primera imprenta de la provincia con la que el 6 de septiembre de 1856 publicó el periódico El Orden. Se construyó también el mercado viejo y se efectuaron numerosas mejoras edilicias en la capital jujeña.
Finalizado su mandato, se desempeñó como ministro general de Roque Alvarado del 17 de diciembre de 1857 al 31 de marzo de 1858, en que fue elegido Senador ante el Congreso Nacional reunido en Paraná.
En 1860 integró la Asamblea que aprobó las reformas de la Constitución Nacional.
El 30 de noviembre de 1860 fue nombrado ministro del gobernador José de la Quintana, desempeñando el cargo hasta el 3 de febrero de 1861. Durante ese período fue nombrado interventor de La Rioja en diciembre de 1860 por el presidente Santiago Derqui.
En 1862 fue fiscal general de la provincia de Jujuy. En 1864 fue elegido diputado a la 9º Legislatura por Humahuaca. Presidió la cámara desde el 29 de diciembre de 1864 al 27 de mayo de 1865. 
Finalizado su mandato fue elegido senador ante el Congreso nacional reunido ya en la ciudad de Buenos Aires.
Integró la asamblea que aprobó la reforma constitucional de 1866.
Fue nombrado interventor de la provincia de Catamarca el 2 de enero de 1867.
Fue diputado provincial por Tilcara entre 1870 y 1874, pasando nuevamente al Senado de la Nación.
De su actuación legislativa decía Bernardo de Irigoyen "Después de la batalla de Pavón, el Dr.Sánchez de Bustamante, fue nombrado senador al Congreso Nacional y tomó parte activa en todos los trabajos legislativos de aquella época. Llamado a integrar en el Senado las comisiones de Hacienda y del Interior, fue encargado por sus colegas de informar en algunas cuestiones complicadas. En las leyes de hacienda, de consolidación y justicia federal, bancos, colonización y otras de igual importancia, hizo escuchar sus opiniones, mostrándose siempre competente y severo sostenedor de los buenos principios políticos y administrativos"
Entre 1853 y 1874 el clan Sánchez de Bustamante había en buena medida controlado el gobierno de la provincia. El régimen de los denominados "conspicuos" había controlado la Legislatura y consiguientemente la elección del gobernador, de los senadores nacionales y la distribución de cargos públicos hasta el punto que para 1870 sus enemigos políticos los llamaban "los Cesares de Jujuy".
La situación nacional que desembocaría en la Revolución de 1874 cambiaría de momento las cosas. Los Sánchez de Bustamante mantuvieron su apoyo a Bartolomé Mitre pese al apoyo que el ejército nacional brindaba a la candidatura presidencial de Nicolás Avellaneda en las provincias del norte. 
La facción opositora que surgió, liderada por José María Álvarez Prado y Cástulo Aparicio venció en las elecciones y en el consiguiente enfrentamiento depuso y detuvo al gobernador del clan, Teófilo Sánchez de Bustamante.
Retirado de la política, Plácido Sánchez de Bustamante fue Rector del Colegio Nacional de Jujuy entre 1877 y 1880 y Presidente del Superior Tribunal de Justicia en 1878. 
El 12 de mayo de 1879 encabezó un movimiento contra el gobernador Martín Torino ante los rumores de que la Cámara sería disuelta a balazos si se mostraba contraria a sancionar su elección. 
Durante el asalto al local de Policía, perdió la vida su hijo Plácido.
Depuesto Torino, el movimiento nombró gobernador provisional a Silvestre Cau quien estuvo al frente de la provincia hasta que Torino fue repuesto el 1 de junio tras el triunfo de su ministro, José María Orihuela Morón.
El 30 de septiembre, un nuevo movimiento al que Sánchez de Bustamante contribuyó a financiar mató a Orihuela y Torino se vio obligado a dejar el poder y la provincia, que quedó acéfala hasta que asumió Fenelón de la Quintana el 3 de octubre.
Finalmente a fines de octubre de 1879 el gobierno nacional decretó la intervención. Los interventores, sucesivamente Uladislao Frías y Vicente Saravia restauraron a la Legislatura destituida el 20 de marzo del año anterior e intentaron sin éxito conciliar a los partidos, para finalmente apelar a Plácido Sánchez de Bustamante.
Sánchez de Bustamante actuó como diputado provincial por Yavi desde fines de 1879 al 27 de marzo de 1880, cuando fue nuevamente electo gobernador, asumiendo el 1 de abril de 1880.
En noviembre de 1881 presentó su renuncia ofendido por los graves desaires que le hizo la Legislatura. El 13 de marzo de 1882 la reiteró en forma indeclinable y la Legislatura la aceptó dos días más tarde, asumiendo su Presidente Pablo Blas según lo establecido por el artículo 56 de la Constitución provincial. 
En 1884 el gobernador Eugenio Tello le encargó una compilación de la legislación provincial, que fue publicada entre 1885 y 1887.
Fue también autor de un proyecto de Código Civil para la provincia de Jujuy. El proyecto nunca se aprobaría. En 1926, décadas después de la muerte de su autor, fue solicitado a su tenedor, el doctor Teófilo Sánchez de Bustamante, por el gobierno de Benjamín Villafañe pero se extravió en la Legislatura de la provincia.
En 1885, Sánchez de Bustamante apoyó la candidatura presidencial de Bernardo de Irigoyen, siendo nombrado presidente honorario del comité directivo de campaña de Jujuy.
Falleció en San Salvador de Jujuy el 6 de octubre de 1886. En su testamento donó al Museo de La Plata muchas obras antiguas de su padre.
Había casado con Nicolasa Quintana Echevarría, con quien tuvo dos hijos, el citado Plácido Sánchez de Bustamante y María Sánchez de Bustamante Quintana.